# 托夫卡奇
51°20′36″N 28°49′59″E / 51.34333°N 28.83306°E
托夫卡奇（烏克蘭語：Товкачі），是烏克蘭北部的村莊，隸屬日托米爾州的科羅斯滕區。該村始建於1879年，面積1.65平方公里，海拔高度152米，2001年人口324，人口密度每平方公里196.36人。